# Terra Indígena Atikun Bahia
A Terra Indígena Atikun Bahia ou Reserva Indígena Atikun Bahia é uma terra indígena localizada no município de Santa Rita de Cássia, no oeste no estado da Bahia. As terras não foram homologadas, ainda estão em processo de identificação (Portaria 1.086 - 25/08/2006). Em 2014 essas terras eram habitadas por 39 indígenas da etnia Atikun.